# Colletes aureocinctus
Colletes aureocinctus är en biart som beskrevs av Cockerell 1946. Colletes aureocinctus ingår i släktet sidenbin, och familjen korttungebin. Inga underarter finns listade i Catalogue of Life.